# Timo Furuholm
Timo Furuholm est un ancien footballeur finlandais, né le 11 octobre 1987 à Pori en Finlande. Il jouait au poste d'attaquant.

## Palmarès

### En club
Inter Turku
- Championnat de Finlande
  - Champion (1) : 2008
- Coupe de Finlande
  - Vainqueur (2) : 2009 et 2018
- Coupe de la Ligue de Finlande
  - Vainqueur (1) : 2008

### Individuel
- Meilleur buteur du Championnat de Finlande en 2011 avec 22 buts.